# Lac aux Sables (Mékinac)
Le Lac aux Sables est un lac adossé (du côté nord) au village principal de la municipalité du Lac-aux-Sables, dans la municipalité régionale de comté (MRC) de Mékinac, en Mauricie, au Québec, au Canada.
La zone autour du lac est renommée dans tout l'est du Canada, pour ses activités récréotouristiques : plages magnifiques, navigation à la voile ou à moteur, villégiature, aéroport (sur roue et sur l'eau), restaurants, chalets, campings... Jadis la gare (située au sud du lac) a été un pivot clé de l'activité économique, notamment la foresterie, l'agriculture et le tourisme.

## Géographie
Long de 4,8 km et d'une largeur maximale de 1,6 km, ce lac est orienté dans l'axe nord-est vers le sud-est. Il est alimenté surtout par :
- la décharge du lac Veillette se déversant dans l'Anse à Nault (côté ouest du lac) ;
- la décharge du lac Brûlé (côté nord-ouest du lac) ;
- la décharge du lac à la Roche, du Petit lac à la Roche et du lac Bédard, à l'extrémité nord du lac. Ces lacs sont situés tout près de la limite de la municipalité de Notre-Dame-de-Montauban ;
- la décharge des lacs Bertrand et Georges (côté est du lac).

L'embouchure du Lac aux Sables est située à l'extrême sud-ouest du lac, à la limite de la plage Pronovost. Ainsi, la rivière Propre débute au nord-ouest du village principal du Lac-aux-Sables dans le secteur des terrains de camping. Après un parcours de 2,8 km (par l'eau) en recevant les eaux de la décharge du « petit lac noir », la rivière Propre se jette dans le Lac Huron (partie sud-est du lac) ; ce dernier est situé dans la localité du Lac-aux-Sables entre le village principal et Hervey-Jonction. Le lac Huron se déverse par le sud dans la rivière Propre qui reprend son cours pour aller se déverser dans la rivière Batiscan.
En partant d'une rue du village principal, la route reliant le Lac-aux-Sables et Notre-Dame-de-Montauban longe sur environ 2 km la partie sud du Lac aux Sables. Un segment du chemin de fer du Canadien National reliant Hervey-Jonction à Rivière-à-Pierre passe près de la plage Pronovost où la gare avait été érigée et il longe sur 1,2 km (à partir de la gare) le sud du lac en se dirigeant vers Notre-Dame-de-Montauban.
Ce lac est généralement peu profond. Il est entouré de montagnes de proximité, sauf dans la zone près du village principal.

## Attraits récréotouristiques
Principales plages :
- la plage Pronovost est située près de l'embouchure, au sud-est du lac, adossée au terrain de camping. Une partie de la plage relève de la municipalité. Cette plage peut accueillir plusieurs milliers de baigneurs à la fois ;
- la plage Leduc, située à l'extrémité nord du lac, près de la décharge du « lac à la Roche » ;
- la plage Touzin, située du côté est du lac, près de la décharge du Lac Bertrand et du lac Georges.

La partie sud du lac comporte plusieurs terrains de camping pouvant accueillir quelques milliers de personnes. En outre, la villégiature est très dense tout autour du lac. Plusieurs propriétaires louent leurs chalets aux touristes. Un aéroport privé est aménagé à la limite du village, près du tronçon de chemin de fer, au sud du Lac aux Sables.
La Zec Tawachiche, une zone d'exploitation contrôlée, exploite le territoire au nord du Lac aux Sables.

## Toponymie
Le toponyme « Lac aux Sables » a été officialisé le 5 décembre 1968 à la Banque des noms de lieux de la Commission de toponymie du Québec.